# Hans Günther
Hans Günther (22. srpna 1910 Erfurt – 5. května 1945 Hlásná Třebaň) byl SS-Sturmbannführer a vedoucí Ústředny pro židovské vystěhovalectví v Praze. Jako vedoucí Ústředny odpovídal za deportace Židů z protektorátu do vyhlazovacích táborů během holokaustu.

## Biografie
V roce 1928 se stal členem úderných oddílů Sturmabteilung (SA) a již v březnu 1929 se stal jejich velitelem. Od září 1935 působil spolu se svým bratrem jako detektiv gestapa v Erfurtu. Po roce 1937 s bratrem přešli do ústředny pro židovské vystěhovalectví ve Vídni, zatímco bratr později pracoval pod Adolfem Eichmannem, Hans Günther povýšil a stal se vedoucím ústředny pro židovské vystěhovalectví v Praze a tuto funkci zastával až do počátku května 1945. Byl zodpovědný za organizaci konečného řešení židovské otázky v Praze, dodržování protižidovských opatření v Protektorátu Čechy a Morava, deportace českých Židů do ghetta v Terezíně a následně do vyhlazovacích táborů.
Když v květnu 1945 v Praze vypuklo povstání, Günther město opustil v těžce vyzbrojené automobilové koloně. Poblíž Berouna však byl zastaven u silničního zátarasu českými partyzány a následně zatčen a odzbrojen. Podle partyzánů se následně pokusil sebrat jednomu z nich zbraň a zemřel na následky smrtelného zranění po výbuchu granátu.